# EFN Ekonomikanalen
EFN Ekonomikanalen är ett medieföretag med fokus på privatekonomi, aktiemarknaden, boendeekonomi, företagande och hållbarhet. Kanalen producerar framför allt webb-tv och podcasts.  
EFN är ett dotterbolag till Handelsbanken och allt material är gratis för tittarna att ta del av. Kanalen har heller ingen reklam. I EFN Ekonomikanalen AB:s årsredovisning från 2020 står: ”EFN har som huvudsakligt syfte att sprida och distribuera redaktionellt innehåll på uppdrag av Handelsbanken. […] Bolaget har ett distributionsavtal med Handelsbanken. EFN fakturerar Handelsbanken för utförd tjänst och täcker därmed sina kostnader.”

## Historia
I september 2011 startade Svenska Handelsbanken AB med hjälp av Strix Television kanalen under namnet Handelsbanken TV. Studio och redaktion fanns vid Blasieholmstorg i centrala Stockholm.
I maj 2013 bytte Handelsbanken TV namn till Ekonomi- och finansnyheterna, EFN, och blev ett dotterbolag till Svenska Handelsbanken, för att markera ett journalistiskt och redaktionellt oberoende och öppna upp för kommersiella samarbeten. EFN lyder under granskningsnämnden och myndigheten för press, radio och tv.
Lisa Rennerstedt var ansvarig under uppbyggnaden av kanalen. Under åren 2013–2017 var Anders Lundborg, Leo Lagercrantz och Charlotte Stjerngren ansvariga utgivare varefter Anna Fagerström tog över rollen i slutet av 2017.
Hösten 2020 gjordes kanalen om. Ungefär hälften av personalen i form av frilansare och konsulter försvann. I samband med det slutade också de lokala redaktörerna. Det var en besparing som var i linje med Handelsbankens kostnadsöversyn. Samtidigt ändrade kanalen fokus. Från att ha riktat in sig brett på ekonomi gick den över till att satsa på privatekonomi, företagande, aktiemarknaden, boendeekonomi och hållbarhet. 
Under 2023 kom besked om att EFN Ekonomikanalen läggs ner och i december 2023 sändes sista inslaget av EFN Marknad men Handelsbanken omprövade beslutet om nedläggning och återinsatte i januari 2024 Leo Lagercrantz som ansvarig utgivare och publisher. År 2025 tar Anders Hägerstrand över som chefredaktör för EFN.

## Priser och utmärkelser
- 2016–2018 utsågs EFN till "Årets TV och radio" i Hallvarsson & Halvarssons årliga ekonomijournalistranking.[12]
- 2019 och 2021 utsågs kanalen av Financial Hearings till den bästa aktören inom ekonomijournalistik i kategorin ”Radio & Television”. 2021 delade EFN priset med Di TV.[13]
- IDG utsåg 2018 EFN till en av Sveriges fem bästa nyhetssajter i sin årliga rankning Topp 100.[14]